# Carla Simoncelli
Carla Simoncelli (... – Roma, 26 ottobre 2021) è stata una montatrice italiana.
È stata candidata quattro volte al David di Donatello per il miglior montatore e ha vinto due volte con i film La scorta e Canone inverso - Making Love. Per quest'ultimo ha vinto inoltre un Nastro d'argento al migliore montaggio.

## Filmografia parziale

### Cinema
- Gli amici degli amici hanno saputo, regia di Fulvio Marcolin (1973)
- Il tempo dell'inizio, regia di Luigi Di Gianni (1974)
- L'addio a Enrico Berlinguer, registi vari - documentario (1984)
- Maccheroni, regia di Ettore Scola (1985)
- La coda del diavolo, regia di Giorgio Treves (1986)
- Storia d'amore, regia di Francesco Maselli (1986)
- Ultrà, regia di Ricky Tognazzi (1991)
- Centro storico - Donne sottotetto, regia di Roberto Giannarelli (1992)
- Briganti - Amore e libertà, regia di Marco Modugno (1993)
- La scorta, regia di Ricky Tognazzi (1993)
- Belle al bar, regia di Alessandro Benvenuti (1994)
- Ivo il tardivo, regia di Alessandro Benvenuti (1995)
- Albergo Roma, regia di Ugo Chiti (1996)
- Ritorno a casa Gori, regia di Alessandro Benvenuti (1996)
- I miei più cari amici, regia di Alessandro Benvenuti (1998)
- Canone inverso - Making Love, regia di Ricky Tognazzi (2000)
- Eu Não Conhecia Tururú, regia di Florinda Bolkan (2000)
- Rosa e Cornelia, regia di Giorgio Treves (2000)
- Vivere, regia di Franco Bernini - documentario (2001)
- Io no, regia di Ricky Tognazzi e Simona Izzo (2003)
- Ti spiace se bacio mamma?, regia di Alessandro Benvenuti (2003)
- Rosso come il cielo, regia di Cristiano Bortone (2005)
- Amore che vieni, amore che vai, regia di Daniele Costantini (2008)
- Principessa, regia di Giorgio Arcelli (2008)
- Il padre e lo straniero, regia di Ricky Tognazzi (2010)
- Le piccole idee, regia di Giacomo Faenza (2013)

### Televisione
- Il ritorno, regia di Giorgio Treves - film TV (1980)
- Piazza Navona - serie TV, episodio 1x05 (1988)
- Il compagno, regia di Francesco Maselli - film TV (1999)
- Lourdes, regia di Lodovico Gasparini - miniserie TV (2000)
- Un colpo al cuore, regia di Alessandro Benvenuti - miniserie TV (2000)
- Padre Pio - Tra cielo e terra, regia di Giulio Base - miniserie TV (2000)
- La Sindone - 24 ore, 14 ostaggi, regia di Lodovico Gasparini – film TV (2001)
- Trilussa - Storia d'amore e di poesia, regia di Lodovico Gasparini - miniserie TV (2013)